# 黎榮浩
黎榮浩，MH（1973年—），香港政治人物，民建聯成員，現任香港黃大仙區議會地區委員會界別議員，曾任香港黃大仙區議會副主席兼橫頭磡選區議員。

## 簡歷
黎榮浩小學畢業於聖文德天主教小學（下午校）（現為慈雲山聖文德天主教小學），曾為該校校友會主席。
學生時代的黎榮浩，在大學界中已是體育健將。1994-95年，黎榮浩擔任香港浸會大學划艇會主席及大學划艇隊隊長，當時香港浸會大學划艇隊連續三屆摘下全港大學划艇錦標賽的團體總冠軍。與及奪取多項個人和隊制項目賽事錦標。
1995年，黎榮浩被香港業餘划艇協會（現稱：中國香港賽艇協會）評選為該年度全港最傑出男子新秀運動員。
1999年，黎榮浩首次參與1999年香港區議會選舉，擊敗當時的選舉對手，即現任民主民生協進會（民協）主席廖成利。黎榮浩得票：2122票，廖成利得票：1829票。
2003年香港區議會選舉，民建聯雖陷入前所未有的低潮，但黎榮浩仍以高票選舉連任成功，黎榮浩得票3163票，比對手高出1400多票。
2007年香港區議會選舉及2015年香港區議會選舉，黎榮浩以無對手之下，自動當選為新一屆的黃大仙區議會議員。
社會公職方面，黎榮浩除了擔綱區議員的職務外，現時也是特區政府行政上訴委員會委員。2007年，黎榮浩被新委任為消費者委員會委員。
2008年，他和陳鑑林、陳曼琪、洪錦鉉組成四人名單參加2008年香港立法會選舉的九龍東直選，最後陳鑑林當選，而黎榮浩等人則落選。
2012年，他再次和陳鑑林、洪錦鉉、柯創盛組成四人名單參加2012年香港立法會選舉的九龍東直選，最後陳鑑林當選，而黎榮浩則未能取得議席。
2016年，他再次和柯創盛、張琪騰組成三人名單參加2016年香港立法會選舉的九龍東直選，最後柯創盛當選，而黎榮浩則未能取得議席。
2019年區議會選舉，公民黨候選人劉珈汶以超過1100票之差大勝黎榮浩，當選黃大仙區議會議員。
2020年，基於柯創盛不打算連任，黎榮浩正式以名單首位與張琪騰、張培剛、梁騰丰、潘卓斌組成五人名單參加2020年香港立法會選舉。
| 前任： 廖成利 | 黃大仙區議員（橫頭磡） 2000年—2019年 | 繼任： 劉珈汶 |